# Senya Ichiya Monogatari
Senya Ichiya Monogatari (яп. 千夜一夜物語 сэня ития моногатари, «Сказки 1001 ночи») — полнометражный анимационный фильм 1969 года, сделанный режиссёром Эйити Ямамото на студии Mushi Productions.
Senya Ichiya Monogatari считается первым аниме, изображавшим сексуальный акт между девушками. В нём также присутствует зоофильная сцена с крокодилом. Оба эпизода были вырезаны при выпуске аниме в США.
Критике подвергся, в частности, тот факт, что главный герой ест запрещённую свинину и пьёт вино, хотя является мусульманином.

## История создания
Аниме Senya Ichiya Monogatari являлось частью проекта Animerama (яп. アニメラマ), который был создан по инициативе Осаму Тэдзуки. В рамках этого проекта на Mushi Productions была снята эротическая трилогия, включавшая также менее успешную Cleopatra (яп. クレオパトラ, 1970) и артхаусную Belladonna (яп. 哀しみのベラドンナ, 1973).
Тэдзукой было предпринята попытка завоевать признание на мировом рынке, а также заинтересовать в аниме взрослую аудиторию. Для работы над аниме было нанято в общей сложности 60 000 сотрудников. Создание Senya Ichiya Monogatari заняло примерно полтора года. Саундтрек написал композитор Исао Томита, работавший над несколькими фильмами Осаму Тэдзуки. Большая часть музыки была рок-музыкой, призванной привлечь внимание западных зрителей. В числе аниматоров были такие впоследствии известные личности, как Акио Сугино, Гисабуро Сугии и Осаму Дэдзаки. Для озвучивания ролей были приглашены современные японские писатели.

## Сюжет
Действие происходит в Багдаде.
Аладдин (герой создан по образу французского актёра Жана-Поля Бельмондо) уносит прекрасную Мириум с невольничьего рынка, где девушку должны были продать в рабство. Они проводят ночь в пустующем, как им казалось, доме, однако, в здании находится убежище развратника Сулеймана, который тайно наблюдает за возлюбленными. Аладдина арестовывают по подозрению в убийстве Сулеймана, а убитая горем Мириум умирает вскоре после рождения ребёнка.

## Роли озвучивали
- Юкио Аосима — Аладдин
- Хироси Акутагава — Бадли
- Кёко Кисида — Мириам / Джарис (дочь Аладдина)
- Асао Коикэ — Камарким
- Исао Хасидзумэ — Аслан
- Нобору Митани — Гин
- Харуко Като — Джини